# NGC 6500
NGC 6500 ist eine Spiralgalaxie mit aktivem Galaxienkern vom Hubble-Typ Sab im Sternbild Herkules am Nordsternhimmel. Sie ist schätzungsweise 141 Millionen Lichtjahre von der Milchstraße entfernt und hat einen Durchmesser von etwa 90.000 Lichtjahren. Gemeinsam mit NGC 6501 bildet sie das isoliert gelegene, gravitativ gebundene Galaxienpaar KPG 526.
Sie ist das hellste Mitglied der sechs Galaxien zählenden NGC 6500-Gruppe (LGG 414).
Das Objekt wurde im Jahr 1799 von dem Astronomen William Herschel mithilfe seines 18,7-Zoll-Spiegelteleskops entdeckt und später von Johan Dreyer in seinen New General Catalogue aufgenommen.

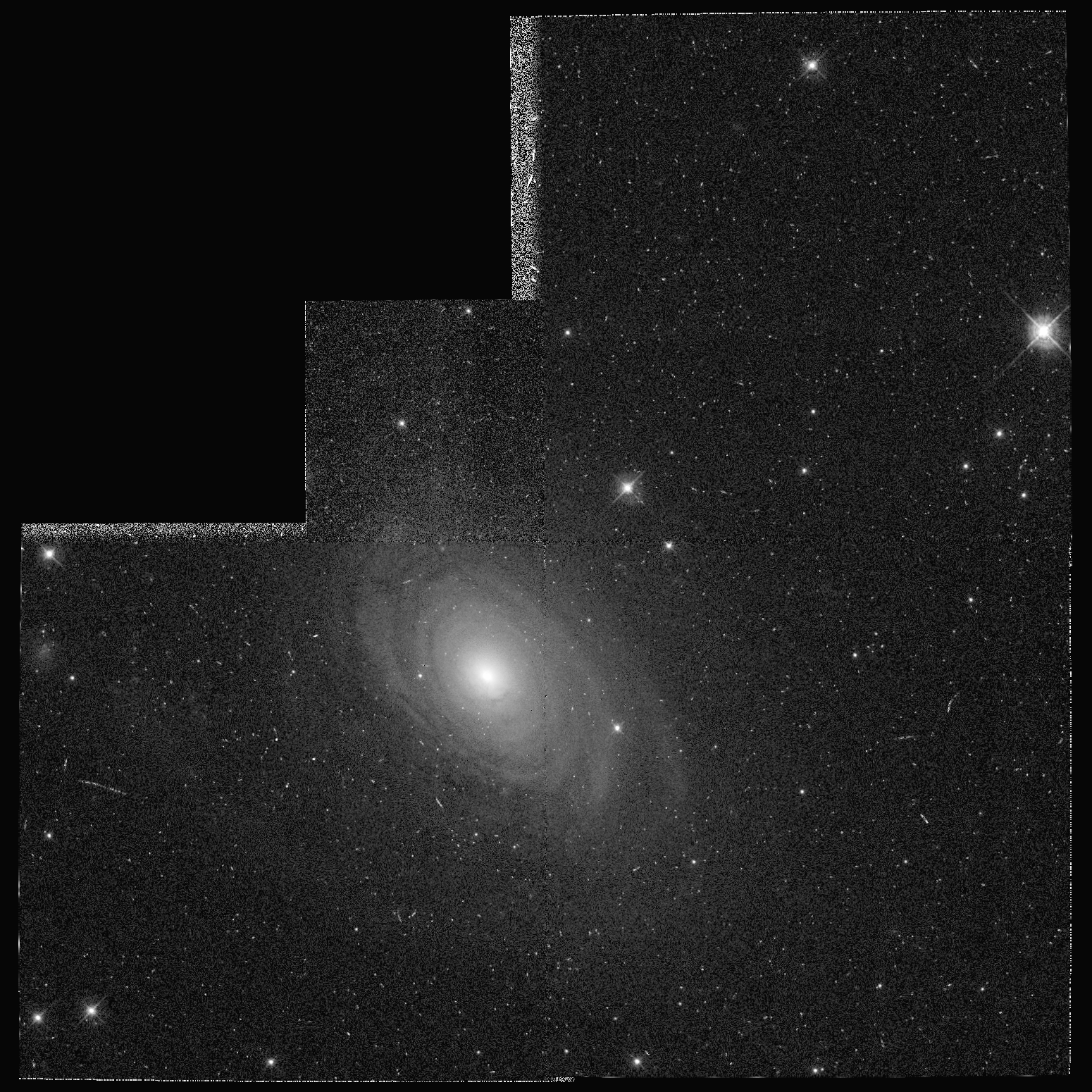
Hubble-Teleskop

## NGC 6500-Gruppe (LGG 414)
| Galaxie   | Alternativname | Entfernung/Mio. Lj |
| --------- | -------------- | ------------------ |
| NGC 6430  | PGC 60805      | 144                |
| NGC 6467  | PGC 60972      | 143                |
| NGC 6500  | PGC 61123      | 141                |
| NGC 6501  | PGC 61128      | 144                |
| PGC 61102 | UGC 11037      | 147                |
| PGC 61116 | UGC 11044      | 136                |